# Itame tripunctaria
Itame tripunctaria là một loài bướm đêm trong họ Geometridae.